# Doues
Doues (arpità Doues) és un municipi italià, situat a la regió de Vall d'Aosta. L'any 2007 tenia 418 habitants. Limita amb els municipis d'Allein, Étroubles, Gignod, Ollomont, Roisan i Valpelline.

## Administració

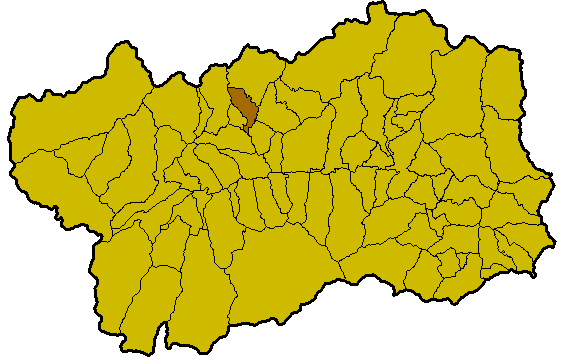
Situació de Doues a la Vall

| Període | Identitat      | Partit        |
| ------- | -------------- | ------------- |
| 2005-   | Eugenio Isabel | Llista Cívica |